# 코카인
코카인(영어: cocaine)은 코카나무 잎에서 추출하는 알칼로이드이다. 화학식은 C17H21NO4이다. 강력한 각성제로서 흔히 마약으로 쓰인다. 가루를 코로 들이마시거나, 연기를 피워 마시거나, 녹여서 정맥 주사하는 등의 방법으로 사용한다. 코카인의 정신적 효과로는 현실 감각 저하, 강렬한 행복감, 흥분해서 몸을 가만히 두지 못하는 것 등이 있고, 신체적 효과로는 심장 박동수 증가, 땀 흘림, 동공 확장 따위가 있다. 코카인을 많이 투여하면 혈압이나 체온이 매우 높아질 수 있다. 코카인의 효과는 투여하고 몇 초 이내에 시작되어 5분에서 90분 정도 이어진다. 코카인은 국소 마취나 코 수술 중 출혈을 줄이는 용도 등 의학적 쓰임새도 조금 있다.
코카인은 뇌의 보상 경로에 미치는 영향으로 인해 중독성이 있다. 짧은 기간 동안이라도 코카인을 사용하면 의존성이 나타날 가능성이 크다. 코카인을 사용하면 뇌졸중, 심근경색, (연기로 들이마시는 경우) 폐 질환, 패혈증, 심장마비의 위험이 높아진다. 길거리에서 파는 코카인은 국소 마취제, 옥수수 전분, 퀴닌, 설탕 따위가 섞인 경우가 많으며 이는 추가적인 독성을 유발할 수 있다. 코카인을 계속 사용하는 사람은 즐거움을 느끼는 능력이 저하되고 심한 신체적 피로를 느낄 수 있다.
코카인은 세로토닌, 노르에피네프린, 도파민의 재흡수를 억제함으로써 작용한다. 즉, 코카인을 사용하면 뇌 속에서 이 세 종류의 신경전달물질의 농도가 높아진다. 코카인은 혈액뇌장벽을 쉽게 통과하며, 혈액뇌장벽을 파괴할 수도 있다. 2013년에는 전 세계에서 419kg의 코카인이 불법으로 생산되었다. 불법 코카인 시장의 규모는 연간 1000 ~ 5000억 달러에 이를 것으로 추정된다. 코카인을 가공해서 크랙 코카인을 만들 수 있다.
코카인은 대마초에 이어 세계에서 두 번째로 널리 쓰이는 불법 약물이다. 매년 1400~2100만 명이 코카인을 복용한다. 코카인 사용이 가장 흔한 지역은 북아메리카이고 그 뒤로 유럽과 남미 순이다. 선진국 시민 중 1~3%는 살면서 한 번이라도 코카인에 손대 본 적이 있다. 2013년에 코카인 사용으로 4300명이 숨졌으며 이는 1990년의 2400명에 비해 높아진 것이다. 코카인의 이름은 원료가 되는 식물인 코카나무에서 따온 것이다. 페루 원주민들은 고대부터 코카인의 효과를 얻기 위해 코카나무 잎을 섭취해 왔다. 코카나무 잎에서 순수한 코카인 성분만을 추출할 수 있게 된 것은 1860년의 일이다. 1961년부터는 세계 각국에서 마약에 관한 단일협약에 따라 의료 목적이 아닌 코카인 사용을 범죄로 규정하고 있다.

## 사용

### 의료

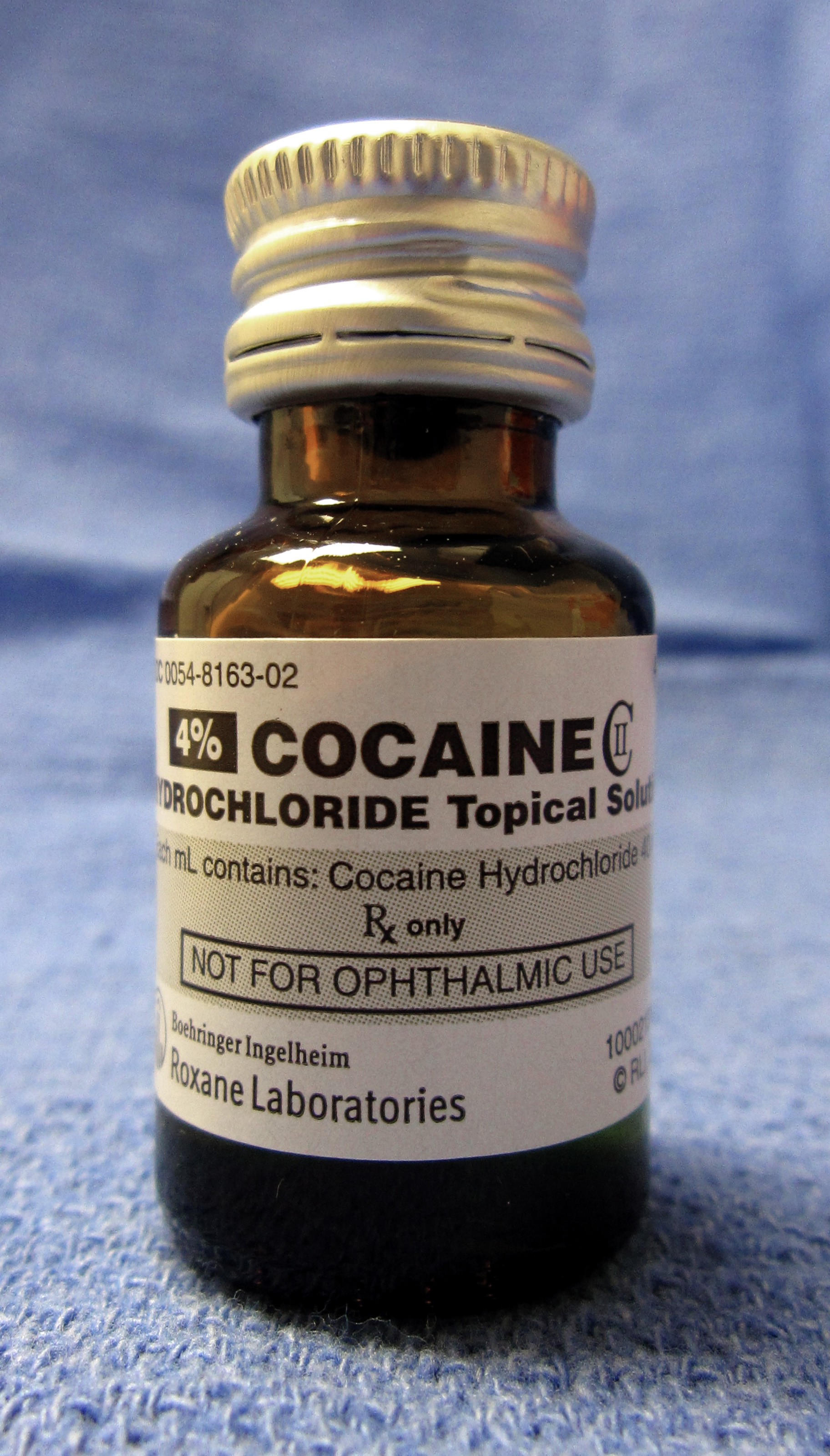
염산 코카인 용액

코카인은 코나 입의 통증이 심한 시술에 국소 마취제로 사용할 수 있다.
오늘날 코카인은 주로 코와 눈물관 수술에 쓰인다. 주요한 부작용은 심혈관계 독성, 녹내장, 동공 확장이다. 벤조카인, 프로파라카인, 리도카인, 테트라카인 같은 인공 국소 마취제의 사용이 늘어남에 따라 코카인의 의료적 사용은 줄고 있다. 시술 중 (출혈을 줄이기 위해) 혈관 수축이 필요한 경우, 코카인을 페닐레프린이나 에피네프린 등의 혈관 수축제와 함께 사용할 수 있다. 일부 이비인후과 전문의는 비강 지짐술 등의 시술에 코카인을 사용한다. 이 경우 시술 직전에 용해된 코카인을 솜에 적셔 10~15분 동안 콧구멍 속에 넣는다. 이렇게 함으로써 지짐술을 시행할 부위를 마취하고 혈관을 수축시키는 두 가지 효과를 동시에 얻을 수 있다. 이런 방식으로 사용한다고 해도 코카인이 구강이나 비강 점막으로 흡수되어 전신효과를 일으킬 수 있다. 이비인후과 수술을 위해 코카인을 투여하는 다른 방법으로 코카인을 에피네프린 및 탄산수소 나트륨과 혼합한 모펫 용액이 있다.

### 오락
코카인은 강력한 각성제이다. 그 효과는 15~30분에서 1시간까지 지속된다. 효과 지속 시간은 투여량과 투여 방식에 따라 달라진다. 코카인의 한 가지 형태는 쓴맛이 나는 고운 흰색 가루로서, 들이마시거나 주사하면 마취 효과를 낸다. 또 다른 형태는 크랙 코카인으로서, 코카인을 탄산수소 나트륨(베이킹 소다)과 물로 처리해 연기를 피울 수 있는 작은 ‘돌덩어리’ 모양으로 만든 것이다. 크랙 코카인은 가열하면 탁탁거리는 소리(crackle)를 내기 때문에 그런 이름이 붙었다.
코카인을 사용하면 각성도가 높아지고 행복감을 느끼며, 기력과 몸의 움직임이 늘어나며 유능감과 성욕이 증가한다.

#### 코카나무 잎
코카나무 잎은 대체로 석회 따위의 알칼리성 물질과 섞고 뭉쳐서 잇몸과 볼 사이에 두고 씹는다. (씹는 담배와 유사한 방식이다.) 여기서 흘러나온 즙은 볼 안쪽 점막으로 흡수되고, 삼킨 즙은 소화관에서 흡수된다. 또는 코카 잎을 액체에 우려 차처럼 마시기도 한다. 코카 잎 섭취는 코카인을 투여하는 방식으로는 비효율적이다.
코카인은 가수분해되고 위의 산성 환경에서 불활성화되므로 단독으로 섭취해서는 몸에 거의 잘 흡수되지 않는다. 따라서 석회처럼 염기성이 강한 물질과 함께 먹어야만 위를 통과해 혈관으로 흡수될 수 있다. 경구 투여한 코카인의 흡수율은 또한 다음 두 가지 요인에 제한을 받는다. 첫째, 코카인은 간에서 일부분 분해된다. 둘째, 입과 식도의 모세혈관은 코카인과 접촉하면 수축하기 때문에 코카인이 흡수될 표면적이 줄어든다. 그럼에도 불구하고 코카 잎을 우린 음료를 한 잔이라도 마신 사람은 소변에서 코카인 대사물이 검출된다.
경구 투여한 코카인이 혈류에 흡수되려면 약 30분이 걸린다. 일반적으로 경구 투여한 양의 삼분의 일 정도만이 흡수되지만, 통제된 환경하에서 흡수율은 60%까지도 올라갈 수 있다. 흡수 속도가 느리기 때문에 신체적·향정신적 효과는 코카인을 섭취하고 약 60분 뒤에 최고에 달한다. 시작은 오래 걸리지만 이러한 효과는 정점에 달한 뒤에도 약 60분 정도 계속된다.
흔히 알려진 바와 달리 코카인을 섭취할 때나 코로 들이마실 때나 흡수율은 30~60%로 거의 같다. 경구 투여한 것과 비교해 코로 흡수한 코카인은 흡수가 빨라 더 빠르게 정점에 이른다. 신체적 효과는 40분 이내, 향정신적 효과는 20분 이내에 최고조에 달하지만 실제 활성화에 필요한 시간은 5~10분 정도이다. 코로 흡수한 코카인의 신체적·향정신적 효과는 정점에 달한 후 약 40~60분간 지속된다.
코카 잎을 우린 코카 차도 전통적인 섭취 방식 중 하나이다. 안데스 산맥을 찾는 여행객에게 고산병을 방지하기 위해 종종 코카 차를 추천하기도 하지만 실제로 얼마나 효과가 있는지는 체계적으로 연구된 바 없다.

#### 코로 흡입
오락 목적의 코카인 가루는 코로 들이마시는 경우가 많다. 이렇게 들이마신 코카인 가루는 비강 점막을 통해 흡수된다. 이 경우 약 5분 후에 행복감의 효과가 나타난다. 지연이 생기는 이유는 코카인이 비강의 정맥을 수축시키기 때문이다. 또한 코카인이 주는 효과의 지속 시간은 코로 들이마시는 경우에 가장 길다(약 60~90분). 코로 들이마실 때의 흡수율은 약 30~60% 정도이다. 점막으로 바로 흡수되지 않고 남은 성분은 점액에 섞인 채로 삼켜진다. (어떤 이들은 이 ‘방울’이 좋은 느낌이라 말하고 다른 이들은 불쾌하다고 한다.)
코카인 사용자들을 대상으로 한 어느 연구에서 코카인의 주관적 효과가 최고조에 달하는 데 걸리는 시간은 평균 14.6분이었다. 코카인은 혈관을 강하게 수축시켜 혈류와 산소, 영양분의 공급을 제한해 코 내부에 손상을 줄 수 있다. 코카인을 들이마신 후에 코피가 난다면 외부 입자와 불순물이 점막을 자극하고 손상시켰기 때문이지, 코카인 때문은 아니다. 코카인은 혈관 수축제로서 출혈을 줄이는 역할을 한다.
가루를 코로 들이마시는 데는 돌돌 만 지폐, 속을 비운 펜 몸통, 짧게 자른 빨대, 열쇠의 뾰족한 끝, 특수한 모양의 숟가락, 길게 기른 손톱, 탐폰 적용기 따위의 도구가 쓰인다. 코카인 가루를 단단하고 평평한 표면에 부은 뒤 여러 ‘줄’(line)로 나눠서 하나씩 빨아들이는 것이 보통이다. 한 줄에 코카인이 얼마나 들어가는지는 사람마다 또 상황에 따라 다르고 코카인의 순도에도 영향을 받지만, 대체로 한 번에 한 줄을 흡입하며 그 양은 대략 35밀리그램(“bump”)에서 100밀리그램(“rail”)이다. 흡입 후 몇 시간 동안은 효과에 내성이 생기므로 더 강한 효과를 얻기 위해 여러 줄을 들이마시기도 한다. 2001년의 한 연구에 따르면  코카인을 코로 들이마실 때 여러 사람이 같은 빨대를 쓰면 C형 간염 등 혈액 매개 감염병이 옮을 수 있다고 한다.

#### 주사
코카인 용액을 혈관에 주사하면 최단 시간에 최대의 혈중 농도를 얻을 수 있다. 다른 투여 방식과 달리 코카인 주사는 투여 직후부터 2~5분 동안 귀울림과 청각의 왜곡을 일으킬 수 있다. 코카인 사용자를 대상으로 한 어느 연구에 따르면 주사 후 효과가 최고조에 달하는 데 걸리는 시간은 평균 3.1분이다. 행복감은 금방 지나간다. 코카인 자체의 독성을 감안하지 않더라도, 코카인에 섞인 불용성 불순물 때문에 색전증이 발생할 위험이 있다. 다른 불법 약물 주사와 마찬가지로 주사 도구가 제대로 소독되지 않은 경우 혈액 매개 감염병에 걸릴 위험도 있다. 또한 코카인의 혈관 수축 효과 때문에, 흔히 그러듯 몇 시간 내로 여러 차례 투여하는 경우 갈수록 주사를 놓기 힘들어진다. 따라서 주사를 시도하는 횟수가 늘어나고 잘못된 주사 시도로 인한 악영향이 커질 수 있다.
코카인과 헤로인을 섞어서 주사하는 것을 “스피드볼”이라고 부른다. 두 약물의 상반된 효과가 서로를 보완해 주지만, 그 때문에 과다 복용의 징후가 감춰질 수 있어 위험하다. 스피드볼은 존 벨루시, 크리스 팔리, 미치 헤드버그, 리버 피닉스, 레인 스테일리, 필립 시모어 호프먼 등의 유명인사를 포함한 여러 사람의 사망 원인이 되었다. 과학자들은 초파리 따위 동물에 코카인을 주사하여 코카인 중독의 기제를 연구하기도 한다.

#### 폐로 흡입
코카인 연기를 피워 들이마시면 모든 방법 중 가장 빠른 시간인 3~5초 후에 쾌감이 느껴진다. 그러나 효과 지속 시간도 5~15분으로 가장 짧다. 코카인을 피우는 방법은 크게 자유염기 코카인과 크랙 코카인이 있다. 코카인 가루는 코카인 염산염인데 이는 승화점이 높고 고온에서 분해되기 때문에 피울 수 없다. 하지만 염산 코카인을 수산화 나트륨이나 암모니아 따위로 처리하면 매우 순도가 높은 자유염기 코카인을 얻을 수 있고, 아니면 탄산수소 나트륨 용액으로 처리해 순도가 낮은 크랙 코카인을 얻을 수 있다. 이렇게 얻은 코카인 덩어리를 가열하면 기체로 승화하여 폐로 들이마실 수 있다. 2000년의 한 연구에 따르면 효과는 흡입 후 평균 1.4 ± 0.5분이 지난 뒤에 정점에 달한다. 코카인을 피울 때 발생하는 코카인의 열분해 산물은 그 효과에 영향을 끼치는 것으로 확인되었다. 예를 들어 무수 엑고닌 메틸 에스테르는 코카인과 함께 투여하면 뇌의 미상핵과 측좌핵 영역에서 도파민 농도를 높이고 M1 및 M3 수용체 친화성을 지닌다.
자유염기 또는 크랙 코카인을 피우는 데는 보통 작은 유리 관으로 만든 파이프를 사용한다. 보통 이 관은 유리 관 안에 작은 종이 장미가 들어 있는 상품인 “러브 로즈(love rose)”에서 가져온다. 이 제품은 연인 사이의 선물이라는 명분으로 판매하지만 실제 주된 용도는 약물 흡입이다. 바닥이나 옆면에 구멍을 낸 음료수 캔을 쓰기도 한다. 코카인 덩어리를 파이프의 한쪽 끝에 두고 불꽃을 가까이 대면 증기가 나와 반대쪽 끝으로 흡입할 수 있다. 코카인은 대마초 따위 다른 약물과 섞어서 피우기도 한다. 코카인 가루를 피우는 경우도 있지만 그렇게 하면 코카인 성분은 대부분 열에 의해 파괴된다. 대마초에 코카인 가루를 뿌려 피우는 경우가 있다.

## 부작용

### 급성
코카인을 과량 또는 장시간 사용했을 경우 가려움, 빠른맥, 환각, 피부에 벌레가 기어다니는 듯한 감각 따위의 증상이 나타날 수 있다. 코카인 과다복용은 생명을 위협할 수준의 체온 상승과 혈압 상승을 일으킬 수 있고, 부정맥이나 사망을 초래할 수 있다.
또 특히 효과가 떨어져 갈 때에는 불안, 편집증, 초조함 따위의 증상이 나타날 수 있다. 과량을 사용할 시 몸의 떨림, 경련, 체온 상승 등이 관찰된다. 코카인은 심장의 나트륨 통로를 차단하는 효과가 있기 때문에, 다량을 복용할 경우 심각한 심장 삽화, 특히 심장마비로 인한 사망의 위험이 커진다.

### 만성

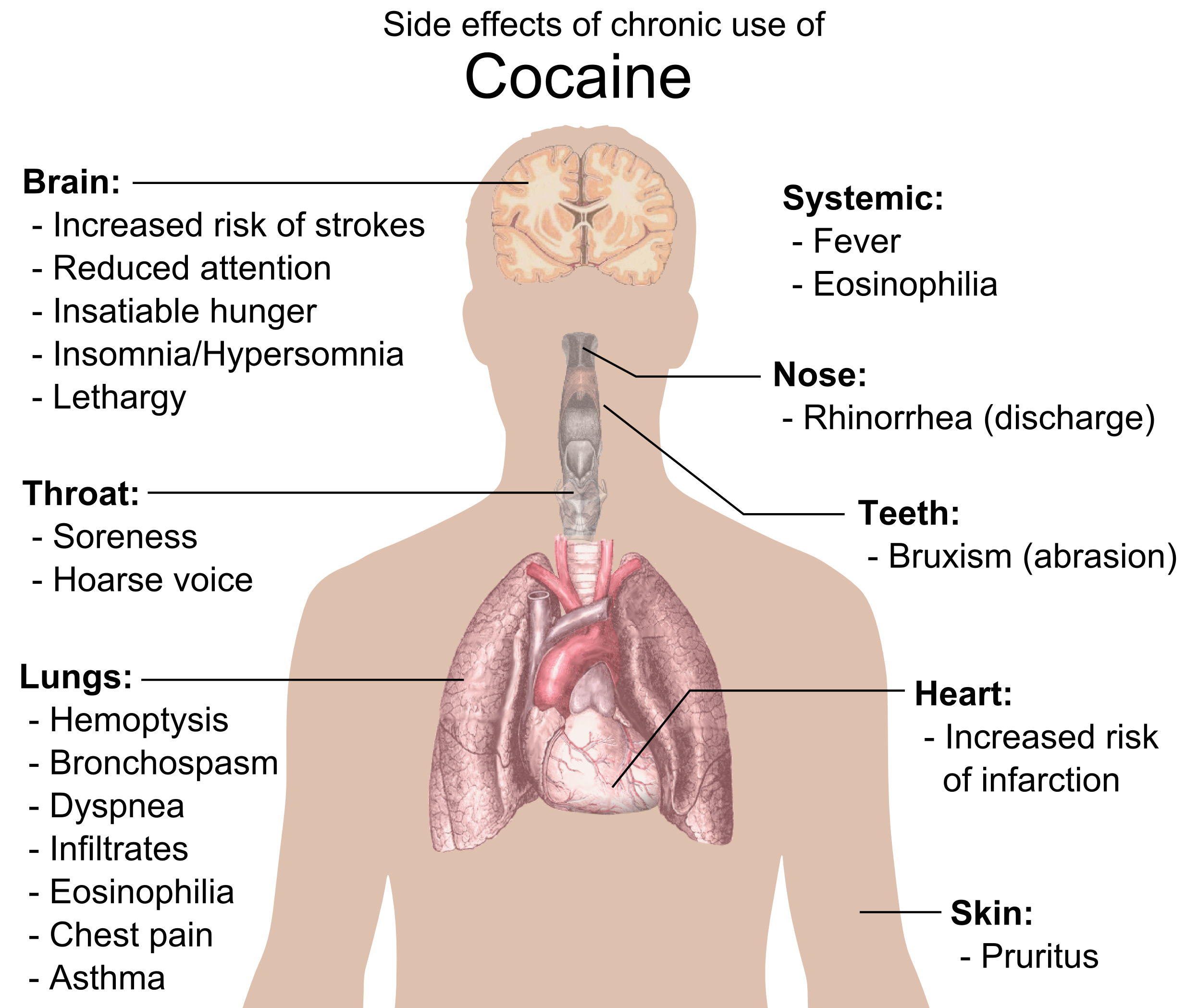
코카인 사용의 만성 부작용

만성적으로 코카인을 복용하면 극단적인 상태에 대비하기 위해 신경전달물질 수치가 매우 불균형하게 변한다. 따라서 신경세포의 표면에서 수용체들이 사라졌다가 다시 나타나기도 하고, 결합 상대(리간드)에 대한 감수성을 조절하기도 한다. 만성 부작용의 예로는 채워지지 않는 배고픔, 통증, 불면증, 과다수면, 무기력함, 계속해서 콧물이 남 등이 있다. 다량을 복용하는 경우 자살사고를 동반한 우울증이 나타날 수 있다. 또한 도파민 신경세포의 장기적 손상으로 인해 소포성 모노아민 수송체와 신경섬유단백질의 소실 및 기타 형태학적 변화가 나타난다. 이러한 효과는 모두 코카인에 대한 내성을 증가시켜, 이전과 같은 효과를 느끼기 위해 더 많은 복용량을 필요로 하게 만든다. 코카인을 사용한 뒤에는 뇌에 세로토닌과 도파민이 정상보다 부족해지기 때문에 불쾌감과 우울감이 찾아온다. 코카인의 생리적 금단증상으로는 생생하고 기분나쁜 꿈, 불면증이나 수면 과다증, 식욕 증가, 정신운동지연이나 정신운동초조 등이 있는데 위험하지는 않다.
만성적으로 코카인을 피우면 객혈, 기관지 경련, 가려움증, 발열, 잇몸의 침윤, 호흡계 또는 전신성 호산 백혈구 증가증, 가슴 통증, 폐 외상, 인후염, 쉰 목소리, 호흡곤란, 독감과 비슷한 몸살 등의 부작용이 생길 수 있다. 코카인은 혈관 수축을 일으키고 동공을 확장시키며 체온, 심박수, 혈압을 상승시킨다. 또한 두통과 복통, 메스꺼움 등 소화계 문제를 일으킬 수 있다. 흔히 코카인을 피우면 코카인이 치아의 법랑질을 녹여 충치를 만든다고 하지만 이는 사실이 아니다. 하지만 코카인이 종종 이 갈이를 유발하는 것은 사실인데, 이는 법랑질을 손상시키고 치은염을 일으킬 수 있다. 또한 코카인이나 메스암페타민, 심지어 카페인과 같은 자극제는 탈수와 구강 건조증을 일으킬 수 있는데, 침은 입 속의 산성도를 조절하는 데 중요한 역할을 한다. 따라서 만성적으로 자극제를 남용하며 물을 충분히 마시지 않는 사람은 입 안의 산성도가 지나치게 낮아져(pH 5.5 이하) 이가 손상될 수 있다. 코카인은 또한 혈전 형성을 촉진한다. 이는 코카인 사용에 따라 플라스미노젠 활성화인자 억제제의 활동과 혈소판의 수, 활동, 집적이 증가함에 따른 것으로 생각된다.

## 같이 보기
- 마약
- 메스암페타민
- 대마초